# Peter Shumlin
Peter Elliott Shumlin (Brattleboro, Vermont, 24 de març de 1956) és un polític estatunidenc del  Partit Demòcrata. Des de gener de 2011 ocupa el càrrec de governador de Vermont.